# Elizabeth Brownrigg
Elizabeth Brownrigg (1720 - 14 de septiembre de 1767) fue un asesina inglesa del siglo XVIII. Su víctima, Mary Clifford, era una de sus criadas domésticas, que murió de lesiones acumuladas y de heridas infectadas asociadas. Como resultado de testimonios de testigos y pruebas médicas en su juicio, Brownrigg fue ahorcada en Tyburn el 14 de septiembre de 1767.

## Primeros años: 1720-1765
Nacida en 1720 en una familia de clase trabajadora, Elizabeth se casó con James Brownrigg, un aprendiz de plomero, mientras todavía era una adolescente. Ella dio a luz a dieciséis hijos, pero solo tres sobrevivieron a la infancia. En 1765, Elizabeth, James y su hijo John se trasladaron a Flower de Luce Road en la calle Fetter Lane de Londres. James prosperaba de su carrera como fontanero, y Elizabeth era una partera respetada. Como resultado de su trabajo, la parroquia de Saint Dunstans la nombró como tutora de mujeres y niños necesitados, y le dieron la custodia de varias jóvenes como criadas domésticas del Hospital Foundling de Londres.

## Hospital Foundling: en el debate vocacional y educativo
Desde que Thomas Coram la fundó en 1739, se había mantenido un debate constante sobre lo que debía ser la estancia de los jóvenes del Hospital Foundling: si estaban siendo excesivamente instruidos o si debían estar sujetos a la educación vocacional y formados como aprendices para futuras vidas estables como criados domésticos.
Esto último fue decidido, y el Hospital Foundling comenzó a licitar a los niños mayores y adolescentes jóvenes para su formación profesional como aprendices en 1759, poco antes de que ocurrieran los acontecimientos descritos en esta entrada. Elizabeth Brownrigg, sin embargo, no era la ùnica adulta abusiva que usó niños desamparados para labores esclavizantes, como indican los relatos contemporáneos. Después de los eventos descritos en esta entrada, el Hospital Foundling instituyó mayor protección de supervisión para la licitación de aprendices, y los casos reportados de abuso a éstos disminuyeron considerablemente.

## Abuso de sirvientes: 1765-1767

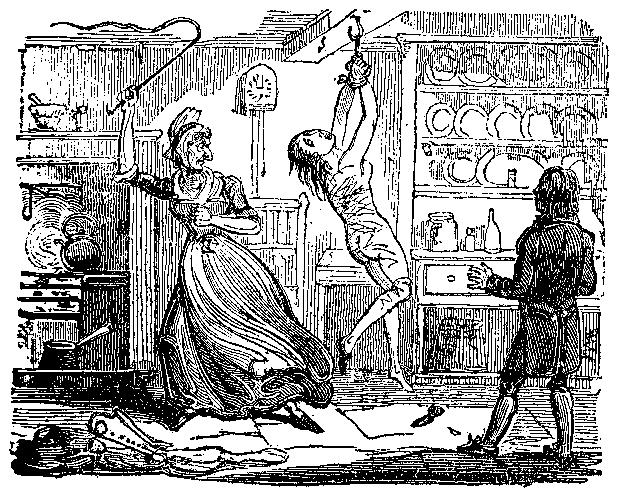
Elizabeth Brownrigg azotando a Mary Clifford. Ilustración del Calendario Newgate

Hay poca información biográfica disponible para explicar su comportamiento posterior. Sin embargo, Elizabeth Brownrigg demostró ser inadecuada para la tarea de cuidar a sus criadas domésticas y pronto comenzó a participar en severos abusos físicos. Esto a menudo implicaba despojarlas de sus ropas hasta dejarlas desnudas, encadenándolas a vigas de madera o tuberías, y luego azotándolas severamente con varas, látigos de caucho y otros implementos por la más leve infracción de sus reglas. Mary Jones, una de sus primeras acusadoras, huyó de su casa y buscó refugio en el Hospital Foundling. Después de un examen médico, los Gobernadores del London Foundling Hospital exigieron que James Brownrigg mantuviera las tendencias abusivas de su esposa bajo control, pero no impuso ninguna otra acción.
Ignorando esta reprimenda, Brownrigg también abusó severamente de otras dos criadas domésticas, Mary Mitchell y Mary Clifford. Al igual que Jones antes de ella, Mitchell se refugió de la conducta abusiva de su empleadora, pero John Brownrigg la obligó a regresar a Flower de Luce Road. Clifford fue confiada a la atención de Brownrigg, a pesar de las preocupaciones anteriores de los gobernadores sobre su comportamiento abusivo hacia sus criadas. Como resultado, Brownrigg participó en un castigo más excesivo hacia Clifford. La mantuvieron desnuda, obligada a dormir en una alfombra dentro de un agujero de carbón, y cuando ella se vio forzada a abrir los armarios para buscar algo qué comer porque sólo le daban pan y agua, Elizabeth Brownrigg la golpeaba repetidamente durante un día, encadenada a una viga del techo en su cocina.
En junio de 1767 Mitchell y Clifford experimentaban la infección de sus heridas no tratadas, y los ataques repetidos de Brownrigg no les daban tiempo para sanar. Sin embargo, los vecinos de Brownrigg comenzaron a sospechar que algo andaba mal dentro de su casa, y, en consecuencia, pidieron al London Foundling Hospital que investigara más a fondo las instalaciones. Como resultado, Brownrigg dejó ir a Mary Mitchell, pero el inspector Grundy del Hospital Foundling pidió saber dónde estaba Clifford, y tomó a James Brownrigg detenido, aunque Elizabeth y John Brownrigg escaparon.
La sensación pública se aceleró contra los Brownrigg, asegurando que su captura sería rápida. En Wandsworth, un velero reconoció a los fugitivos, y los tres fueron juzgados en la corte de Old Bailey en agosto de 1767.

## Juicio y ejecución: agosto-septiembre de 1767

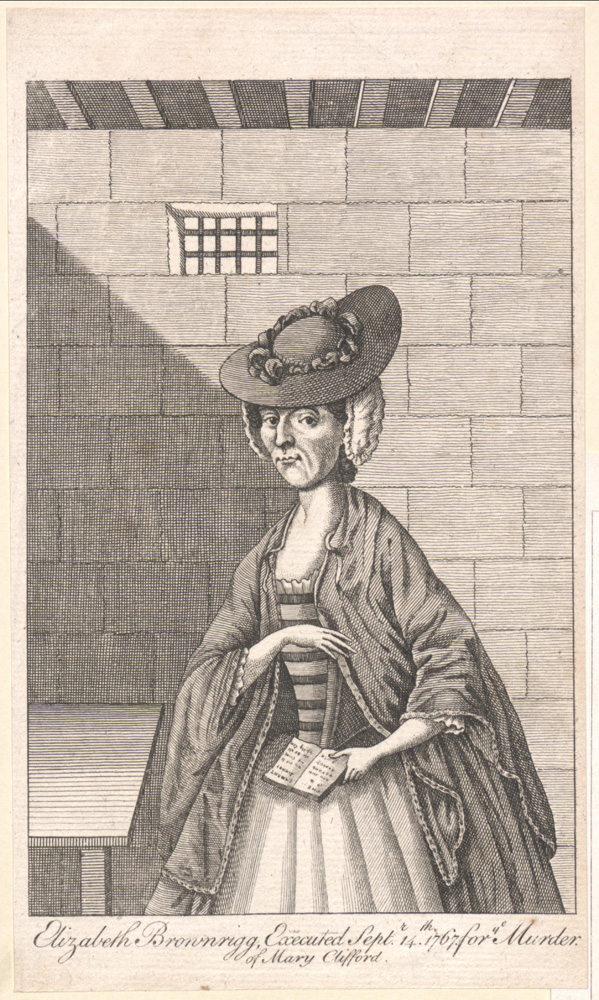
Elizabeth Brownrigg en prisión

En ese momento, Mary Clifford había sucumbido a sus heridas infectadas, y Elizabeth Brownrigg fue acusada de su asesinato. En el juicio, Mary Mitchell declaró en contra de su antigua empleadora, al igual que Grundy y un aprendiz de James Brownrigg. Las pruebas médicas y los resultados de la autopsia indicaron que los ataques repetidos de Brownrigg y la negligencia a las lesiones de Clifford habían contribuido a su muerte a la edad de catorce años, por lo que Elizabeth Brownrigg fue sentenciada a muerte en Tyburn y a que su cadáver fuera diseccionado públicamente en el Colegio de Medicina, donde quedaría permanentemente expuesto su esqueleto. Mientras esperaba la ejecución expresaba remordimiento y oraba por la salvación. Las multitudes la condenaron en el camino a su ejecución.
"En su camino al lugar de la ejecución el pueblo expresó su aborrecimiento de su crimen en términos que, aunque no apropiados para la ocasión, testificaron su asombro de que semejante miserable pudiera haber existido: incluso oraron por su condenación en lugar de su salvación: No dudaban, sino que «el diablo la llevaría», y esperaban que «ella se fuera al infierno», tales eran los sentimientos de la turba."
Incluso sesenta años después, el periódico The Newgate Calendar aún daba testimonio de la impresión que los crímenes que Elizabeth Brownrigg había cometido provocaban en la Inglaterra georgiana y victoriana.

## En la cultura popular
Los crímenes de Elizabeth Brownrigg fueron presentados en un episodio de la serie de televisión de crímenes Deadly Women titulado "Pleasure From Pain" (Temporada 5, Episodio 13.)